# Alen Bošković
Alen Bošković, född 28 oktober 1971, är en kroatisk vattenpolospelare. Han ingick i Kroatiens landslag vid olympiska sommarspelen 2000. 
Bošković deltog i OS i Sydney där det kroatiska landslaget blev sjua. Hans målsaldo i turneringen var fem mål, varav tre kom i matchen om sjunde plats mot Australien som Kroatien vann med 10–8. Bošković tog EM-silver 1999 i Florens.